# Visconde de Camamu
Visconde de Camamu é um título nobiliárquico criado por D. Pedro I do Brasil, por decreto de 12 de outubro de 1828, a favor de José Egídio Veloso Gordilho de Barbuda.
Titulares
1. José Egídio Veloso Gordilho de Barbuda;
2. José Egídio Gordilho de Barbuda Filho, filho do anterior.